# Terry (Mississippi)
Terry ist eine Town im Hinds County, Mississippi, USA. Terry liegt an der Interstate 55, etwa 24 km südwestlich von Jackson.

## Geschichte
Die erste Besiedlung durch Weiße erfolgte 1811 durch Zuwanderer von Virginia her. Die Stadt Terry wurde 1867 gegründet, als die Eisenbahn durch die Gegend gebaut wurde.

## Sehenswürdigkeiten
- Wolfe House, erbaut 1852 im Greek-Revival-Stil, erfasst im National Register of Historic Places[2]

## Persönlichkeiten
- Albert G. Brown (1813–1880), Politiker und Gouverneur
- Henderson Chatmon (1849–1934), „Musicianer“
- Tommy Johnson (1896–1956), Blues-Musiker